# Slag bij Wiesloch (1799)

Wiesloch

De Slag bij Wiesloch vond plaats bij Wiesloch op 3 december 1799 tijdens de Tweede Coalitieoorlog. Luitenant-veldmaarschalk graaf Anton Sztáray de Nagy-Mihaly voerde bevel over de uiterste rechtervleugel die het Oostenrijkse leger beschermde onder leiding van aartshertog Karel van Oostenrijk-Teschen. Na de overwinning bij Wiesloch verdreven de troepen van Sztáray de Fransen van de rechteroever van de Rijn en ontzetten ze het fort bij Philippsburg.